# 1943 Anteros
1943 Anteros (1973 EC) là mộtn Amor asteroid được phát hiện ngày 13 tháng 3 năm 1973 bởi Gibson, J. ở El Leoncito.